# Can't Help Falling in Love
《Can't Help Falling in Love》는 앨비스 프레슬리가 1961년에 제작·발표한 싱글이다. 조지 웨이스, 휴고 페레티, 루이지 크레이토어가 작곡했다.

## 같이 보기
- 앨비스 프레슬리